# Shanghai Masters (snooker)
Lo Shanghai Masters, denominato Bank of Communications OTO Shanghai Masters per ragioni di sponsorizzazione, è un torneo di snooker non valido per il Ranking che si disputa ogni anno nel mese di settembre a Shanghai in Cina.
L'attuale detentore del trofeo è l'inglese Ronnie O'Sullivan.

## Formula
Fino al 2017, quando il torneo era ancora valido per la classifica prendevano parte 32 giocatori: 16 provenienti dalle qualificazioni, 8 wild card, 8 qualificati di diritto sulla base del Ranking mondiale. I sedicesimi, gli ottavi e i quarti di finale si disputano al meglio dei 9 frames, la semifinale al meglio degli 11 e la finale al meglio dei 19.
Nel 2018 è stato deciso che lo Shanghai Masters sarà un torneo Non-Ranking e i partecipanti saranno i primi 16 della classifica dopo l'ultimo torneo, i primi 4 cinesi fuori dai primi 16, due giocatori cinesi Under-21 e altri due cinesi provenienti dal Masters degli amatoriali.

## Storia
Il torneo venne organizzato per la prima volta nel 2007 per sfruttare la sempre maggiore popolarità che lo snooker stava ottenendo in Cina, paese nel quale si disputava già un evento valevole per il Ranking mondiale (il China Open di Pechino).

### Sponsor
- 2007 - 2010: Roewe (casa automobilistica cinese con sede a Shanghai)
- 2011 - oggi: Bank of Communications (maggiore gruppo bancario cinese)

## Albo d'oro
| Anno | Vincitore         | Finalista         | Risultato | Stagione  | Ranking     |
| ---- | ----------------- | ----------------- | --------- | --------- | ----------- |
| 2007 | Dominic Dale      | Ryan Day          | 10 - 6    | 2007-2008 | Ranking     |
| 2008 | Ricky Walden      | Ronnie O'Sullivan | 10 - 8    | 2008-2009 | Ranking     |
| 2009 | Ronnie O'Sullivan | Liang Wenbó       | 10 - 5    | 2009-2010 | Ranking     |
| 2010 | Ali Carter        | Jamie Burnett     | 10 - 7    | 2010-2011 | Ranking     |
| 2011 | Mark Selby        | Mark Williams     | 10 - 9    | 2011-2012 | Ranking     |
| 2012 | John Higgins      | Judd Trump        | 10 - 9    | 2012-2013 | Ranking     |
| 2013 | Ding Junhui       | Xiao Guodong      | 10 - 6    | 2013-2014 | Ranking     |
| 2014 | Stuart Bingham    | Mark Allen        | 10 - 3    | 2014-2015 | Ranking     |
| 2015 | Kyren Wilson      | Judd Trump        | 10 - 9    | 2015-2016 | Ranking     |
| 2016 | Ding Junhui       | Mark Selby        | 10 - 6    | 2016-2017 | Ranking     |
| 2017 | Ronnie O'Sullivan | Judd Trump        | 10 - 9    | 2017-2018 | Ranking     |
| 2018 | Ronnie O'Sullivan | Barry Hawkins     | 11 - 9    | 2018-2019 | Non-Ranking |
| 2019 | Ronnie O'Sullivan | Shaun Murphy      | 11 - 9    | 2019-2020 | Non-Ranking |
| 2023 | Ronnie O'Sullivan | Luca Brecel       | 11 - 9    | 2023-2024 | Non-Ranking |

## Finalisti
| N° | Giocatore         | Vittorie | Finali perse | Totale |
| -- | ----------------- | -------- | ------------ | ------ |
| 1  | Ronnie O'Sullivan | 5        | 1            | 6      |
| 2  | Judd Trump        | 0        | 3            | 3      |
| 3  | Ding Junhui       | 2        | 0            | 2      |
| 4  | Mark Selby        | 1        | 1            | 2      |
| 5  | Dominic Dale      | 1        | 0            | 1      |
| 6  | Ricky Walden      | 1        | 0            | 1      |
| 7  | Ali Carter        | 1        | 0            | 1      |
| 8  | John Higgins      | 1        | 0            | 1      |
| 9  | Stuart Bingham    | 1        | 0            | 1      |
| 10 | Kyren Wilson      | 1        | 0            | 1      |
| 11 | Ryan Day          | 0        | 1            | 1      |
| 12 | Liang Wenbó       | 0        | 1            | 1      |
| 13 | Jamie Burnett     | 0        | 1            | 1      |
| 14 | Mark Williams     | 0        | 1            | 1      |
| 15 | Xiao Guodong      | 0        | 1            | 1      |
| 16 | Mark Allen        | 0        | 1            | 1      |
| 17 | Barry Hawkins     | 0        | 1            | 1      |
| 18 | Shaun Murphy      | 0        | 1            | 1      |

## Finalisti per nazione
| N° | Nazione          | Vittorie | Finali perse | Totale |
| -- | ---------------- | -------- | ------------ | ------ |
| 1  | Inghilterra      | 10       | 7            | 17     |
| 2  | Cina             | 2        | 2            | 4      |
| 3  | Galles           | 1        | 2            | 3      |
| 4  | Scozia           | 1        | 1            | 2      |
| 5  | Irlanda del Nord | 0        | 1            | 1      |